# Miha Žargi
Miha Žargi, slovenski zdravnik otorinolaringolog, * 8. november 1946,  Ljubljana.

## Življenje in delo
Diplomiral je 1971 na Medicinski fakulteti v Ljubljani. Strokovno se je izpopolnjeval v Franciji (1976), opravil specializacijo iz otorinolaringologije (1978) in doktoriral na MF v Ljubljani (1984). Leta 1973 se je zaposlil na Kliniki za otorinolaringologijo in cervikofacialno kirurgijo v Ljubljani, na kateri je postal 1987 direktor. Od 1981 deluje tudi na ljubljanski MF, na kateri je od 1994 redni profesor, od 1995 tudi dekan.
Ožje področje delovanja Žargija je kancerologija glave in vratu. Na kliniki je uvedel več sodobnih kirurških in diagnostičnih metod, med drugim diagnostiko raka grla z lasersko  izzvano fluoroscenco. Sam ali s sodelavci je v domači in tuji strokovni literaturi objavil preko 100 strokovnih in znanstvenih člankov. Leta 1992 je organiziral 1. kongres Združenja otorinolaringologov Slovenije z mednarodno udeležbo. Za svoje organizacijsko delo v medicini je 1999 prejel medaljo Alberta Schweitzerja.